# Panimerus goetghebueri
Panimerus goetghebueri är en tvåvingeart som först beskrevs av Tonnoir 1919.  Panimerus goetghebueri ingår i släktet Panimerus och familjen fjärilsmyggor. Inga underarter finns listade i Catalogue of Life.